# Marvel Super War
Marvel Super War là một trò chơi đấu trường trận chiến trực tuyến nhiều người chơi năm 2019 do NetEase Games phát triển và phát hành cho Android và iOS. Trò chơi được phát hành lần đầu tiên vào ngày 19 tháng 12 năm 2019, cho đến khi máy chủ của trò chơi ngừng hoạt động vào ngày 18 tháng 6 năm 2024.

## Lối chơi
Marvel Super War là một trò chơi đấu trường trận chiến trực tuyến nhiều người chơi (MOBA) trong đó hai đội đối địch, mỗi đội gồm năm người chơi, cạnh tranh để phá hủy căn cứ của đối phương. Đấu trường chính, được thiết lập ở Wakanda, được chia thành ba làn đường, với các khu rừng ở giữa, được bảo vệ bởi các pháo tháp và lính. Các nhân vật được chia thành sáu loại khác nhau: Đấu sĩ, Năng lượng, Xạ thủ, Sát thủ, Đỡ đòn và Trợ thủ. Trò chơi không giới hạn số lượng kỹ năng mà một nhân vật có thể có.

## Phát triển
Vào tháng 11 năm 2012, một trò chơi MOBA dựa trên các nhân vật Marvel Comics được cho là đang được phát triển tại Smilegate sau khi công ty ký hợp đồng với Disney Interactive. Có tin đồn rằng trò chơi sẽ được phát hành vào năm 2014, nhắm vào các thị trường châu Á. Vào ngày 28 tháng 5 năm 2019, NetEase Games và Marvel Entertainment đã công bố trò chơi MOBA đầu tiên của Marvel dành cho Android và iOS, có tên là Marvel Super War, và đã ra mắt bản thử nghiệm beta kín tại Ấn Độ, Indonesia, Malaysia, Philippines và Thái Lan. Phiên bản thử nghiệm beta thứ hai bắt đầu tại các quốc gia đó và Singapore vào ngày 21 tháng 11 năm 2019. Trò chơi được phát hành chính thức tại các quốc gia nói trên cũng như tại Hồng Kông, Ma Cao và Đài Loan vào ngày 19 tháng 12 năm 2019. Sau đó, được phát hành tại Nhật Bản, Hàn Quốc, Úc và New Zealand vào ngày 27 tháng 8 năm 2020. Marvel Super War chính thức đóng cửa và ngừng phát hành vào ngày 18 tháng 6 năm 2024.

## Đón nhận
Dale Bashir của IGN South East Asia, người đã chơi trò chơi này tại Thailand Game Show 2019, nhận thấy Marvel Super War là "một cách tuyệt vời để học những điều cơ bản của MOBA với các siêu anh hùng Marvel yêu thích của bạn". Bashir cảm thấy trò chơi dễ tiếp cận hơn các trò chơi MOBA khác như Mobile Legends: Bang Bang và Liên Minh Huyền Thoại: Tốc Chiến, với khả năng dễ dàng kiếm được nhiều điểm hạ gục hơn các trò chơi đó. Josh Ye của South China Morning Post ca ngợi trò chơi về đồ họa và thiết kế nhân vật. Ye nhận thấy vai trò và sức mạnh của các nhân vật có liên quan đến các nhân vật truyện tranh của họ, khiến lối chơi trở thành "một trải nghiệm rất nhập vai". Mặc dù cảm thấy trò chơi là "một phiên bản làm lại khác của một trò chơi MOBA thông thường", anh đã ca ngợi NetEase Games vì thành công trong việc "áp dụng công thức MOBA vào Vũ trụ Marvel" với các siêu anh hùng là nhân vật có thể chơi được.
Vào tháng 9 năm 2020, Marvel Super War đã được thêm vào danh sách các ứng dụng do Trung Quốc sản xuất bị cấm ở Ấn Độ, với Bộ Điện tử và Công nghệ Thông tin (MEITy) tuyên bố rằng các ứng dụng này "tham gia vào các hoạt động gây phương hại đến chủ quyền và toàn vẹn của nước này cũng như quốc phòng, an ninh nhà nước và trật tự công cộng".